# Distrikt La Perla
Der Distrikt La Perla liegt in der konstitutionellen Provinz Callao an der Pazifikküste von West-Peru. Der am 22. Oktober 1964 gegründete Distrikt hat eine Fläche von 2,75 km². Beim Zensus 2017 lebten 61.417 Einwohner im Distrikt. Im Jahr 1993 lag die Einwohnerzahl bei 59.160, im Jahr 2007 bei 61.698.

## Geographische Lage
Der Distrikt La Perla liegt im Südosten der Provinz Callao. Er besitzt einen etwa 2,5 km langen Abschnitt an der Pazifikküste und reicht 2 km ins Landesinnere. Der Distrikt La Perla ist Teil des Ballungsraums von Lima.
Der Distrikt La Perla grenzt im äußersten Westen an den Distrikt Callao, im Norden an den Distrikt Bellavista sowie im Osten an den Distrikt San Miguel (Provinz Lima).